# 葆谦
葆谦（1826年—?），字芸舫，一字吉生，號益園，博尔济吉特氏，满洲正蓝旗人（属正蓝旗蒙古姓满洲旗人）。道光癸卯科舉人，咸豐壬子科進士，是一名清朝政治人物，官刑部主事。

## 家族
- 始祖索诺穆，乌鲁特貝勒；
- 堂高叔祖國棟，乾隆壬戌科进士，官浙江布政使；博卿額，榜名綸音惠，乾隆戊辰科进士，官奉天府尹；
- 从堂曾叔祖文孚，官文渊阁大学士，谥文敬；樂善，世袭一等恭诚侯、二等男、勋旧佐领，官荆州将军；
- 从堂叔祖善慶，嘉庆壬戌科进士，官侍郎；琦善，世袭一等奉义侯，官文渊阁大学士，谥文勤；
- 嫡堂伯叔祖阿勒清阿，官刑部尚书，谥慤慎；
- 从堂伯保恒，官总兵、办事大臣，谥桓靖；
- 祖父兴德是乾隆丙子科举人，官至浙江湖州府乌镇同知；
- 本生父亲成山是道光癸未科进士，后来过继给伯父玉山；
- 本生母董鄂氏，乾隆壬辰科进士、两江总督鐵保之女；
- 胞伯鄂山是嘉庆丙辰科进士，官至四川总督、刑部尚书；
- 嫡堂兄岳興阿，官湖北布政使、花良阿，刑部直隶司员外郎，花良阿之女即为道光帝孝静成皇后；
- 从堂侄錫淳，咸丰丙辰科进士，官驻藏帮办大臣、锡綸，官伊犁将军；[1]
- 定保，咸丰己未进士；
- 弟弟葆聯是道光癸卯科同榜举人，妻郑佳氏乃左副都御史续龄之女、刑部郎中兼钦派宝源局监督奎麟胞妹，奎麟，礼部尚书富察貴慶婿；
- 从堂弟瑞洵，光绪丙戌进士、科布多参赞大臣。[2]